# 蘇彥彰
蘇彥彰（1970年2月12日—2023年9月2日）是台灣的漫畫家，筆名香菇頭。出生於台北。
代表作為《菜鳥現兵》。

## 簡歷
- 1997年 - 以出版《殺手天使心》而正式出道。
- 2006年 - 以《搶救性福大作戰》獲得96年度國立編譯館優良漫畫獎連環圖畫組甲類佳作。
- 後擔任亞洲旅遊台攝影師

## 作品一覽

### 長篇漫畫
- 殺手天使心
- 菜鳥現兵
- 馬桶精靈
- 雷風傳奇
- 撞球GOGOGO
- 狂飆少年
- 引水人
- 搶救性福大作戰
- 魔幻911
- 機甲神兵
- 捷運愛情手札

### 單行本
- 殺手天使心（全2集）
- 菜鳥現兵（全4集）
- 馬桶精靈（全1集）
- 雷風傳奇（全1集）
- 撞球GOGOGO（全1集）
- 狂飆少年（全1集）
- 引水人（全1集）
- 搶救性福大作戰（2集未完）
- 捷運愛情手札（全1集）

## 外部連結
- 蘇彥彰介紹 （页面存档备份，存于）
- 臉書頁面